# Arradoul
 (mars 2013).
Si vous disposez d'ouvrages ou d'articles de référence ou si vous connaissez des sites web de qualité traitant du thème abordé ici, merci de compléter l'article en donnant les références utiles à sa vérifiabilité et en les liant à la section « Notes et références ».
Arradoul est un petit village d'Écosse, dans le comté traditionnel de Banffshire, et dans le council area de Moray. C'est un village en ruban, placé le long de la route principale A98 entre Cullen et Fochabers, près du virage de Buckpool qui mène à Buckie. Au sud du village se trouvent les fermes de Arradoul Mains, Walkerdales et Cairnfield. Arradoul Mains est détenue par Christies de Fochabers, qui fait pousser des arbres pour l'industrie forestière dans tout le Royaume-Uni. Cairnfield est une ferme arable qui cultive de l'avoine et de l'orge.